# Jhon Garrido
Jhon Deivi Garrido Reyes, född 8 november 2003 i Yopal, är en colombiansk taekwondoutövare.

## Karriär
I november 2021 tog Garrido guld i 58 kg-klassen vid panamerikanska spelen för juniorer i Cali efter att ha besegrat argentinske José Luis Acuña i finalen. I november 2022 tävlade han i 63 kg-klassen vid VM i Guadalajara men blev utslagen i den första omgången av iranske Matin Rezaei.
I juni 2023 tävlade Garrido i 63 kg-klassen vid VM i Baku, där han blev utslagen i 32-delsfinalen av mongoliske Dashdavaagiin Chinzorig. Följande månad var han en del av Colombias lag som tog silver i lagtävlingen vid centralamerikanska och karibiska spelen i San Salvador. I oktober 2023 tog Garrido brons i 58 kg-klassen vid panamerikanska spelen i Santiago.